# Cooleyhighharmony
| Recensione | Giudizio |
| ---------- | -------- |
| AllMusic   |          |

Cooleyhighharmony è il primo album discografico in studio del gruppo musicale statunitense Boyz II Men, pubblicato nel 1991 dalla Motown Records.

## Il disco
Il disco è stato prodotto da Michael Bivins (New Edition) e contiene diversi brani estratti come singoli che sono diventati delle hit da classifica negli Stati Uniti. Tra questi vi sono Motownphilly, It's So Hard to Say Goodbye to Yesterday (cover di G. C. Cameron) e Uhh Ahh.
L'album ha raggiunto le posizioni più alte delle classifiche statunitensi (#3 Billboard 200), britanniche e australiane ed ha avuto successo anche in buona parte d'Europa e in Canada. Inoltre è stato certificato nove volte disco di platino (oltre 9 milioni di copie vendute negli USA) dalla RIAA.
Nell'agosto 2009 il disco è stato ripubblicato in un'edizione rimasterizzata in formato doppio CD.

## Tracce
1. Please Don't Go – 4:26
2. Lonely Heart – 3:42
3. This Is My Heart – 3:26
4. Uhh Ahh – 3:51
5. It's So Hard to Say Goodbye to Yesterday – 2:51
6. Motownphilly (feat. Michael Bivins) – 3:55
7. Under Pressure – 4:15
8. Sympin' – 4:25
9. Little Things – 4:04
10. Your Love – 5:50

## Classifiche
| Classifica (1991) | Posizione raggiunta |
| ----------------- | ------------------- |
| Stati Uniti       | 3                   |
| Regno Unito       | 7                   |
| Australia         | 4                   |
| Canada            | 11                  |
| Francia           | 20                  |
| Olanda            | 16                  |
| Germania          | 38                  |